# Pfarrkirche Heiligenbrunn

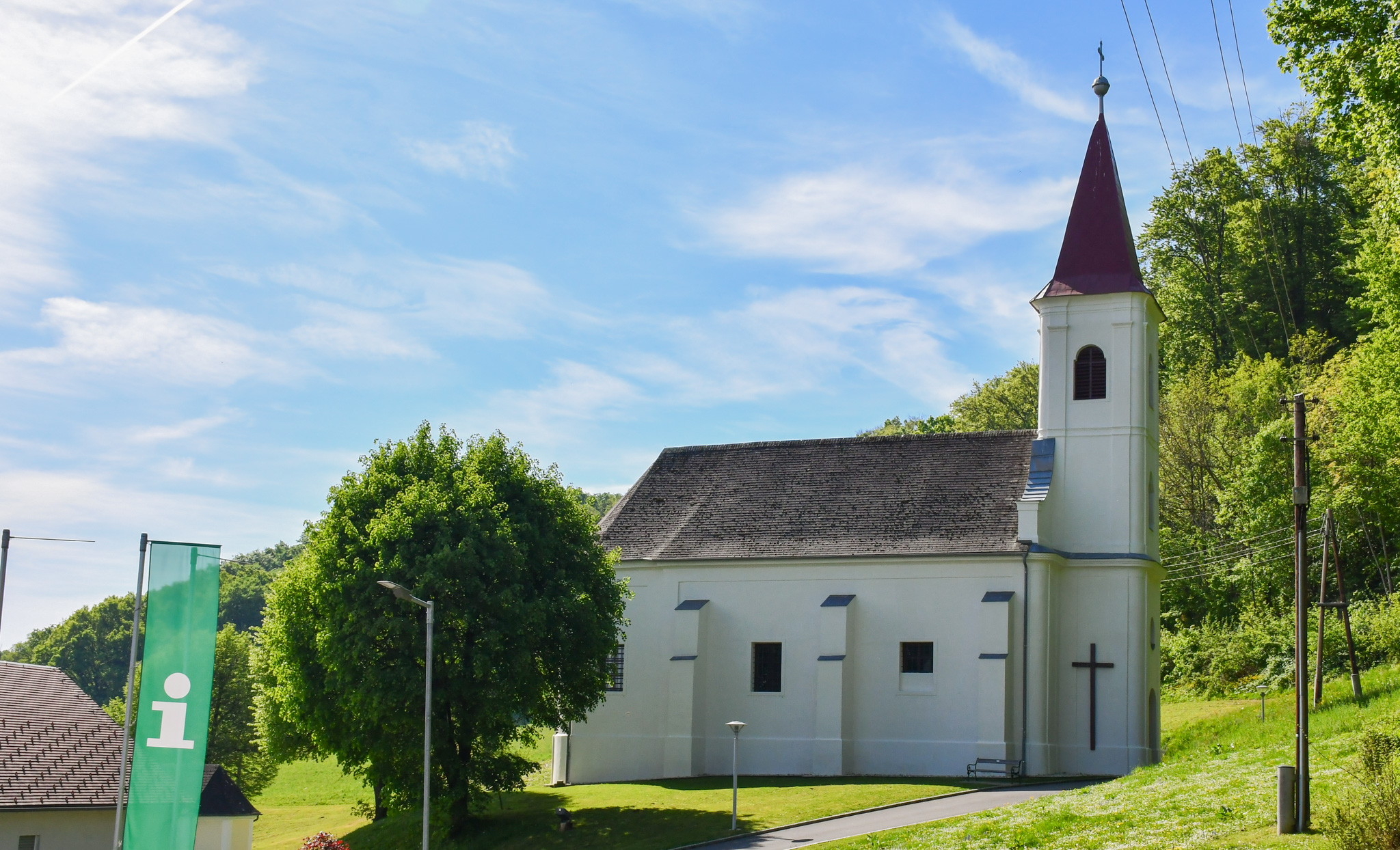
Die Nordfassade der Pfarrkirche zum Hl. Clemens in Heiligenbrunn

Die römisch-katholische Pfarrkirche Heiligenbrunn steht in der Gemeinde Heiligenbrunn im Bezirk Güssing im österreichischen Bundesland Burgenland. Sie ist dem Märtyrer und Papst Clemens von Rom gewidmet und gehört zum Seelsorgeraum Zur Göttlichen Barmherzigkeit/Unteres Stremtal, der im Dekanat Güssing in der Diözese Eisenstadt liegt. Zusammen mit der benachbarten Wallfahrtskapelle zum Heiligen Ulrich war sie jahrhundertelang ein wichtiges Pilgerziel der Region. Die ehemalige Wallfahrtskirche besitzt einen der größten barocken Hochaltäre des Burgenlandes und steht unter Denkmalschutz.

## Lage

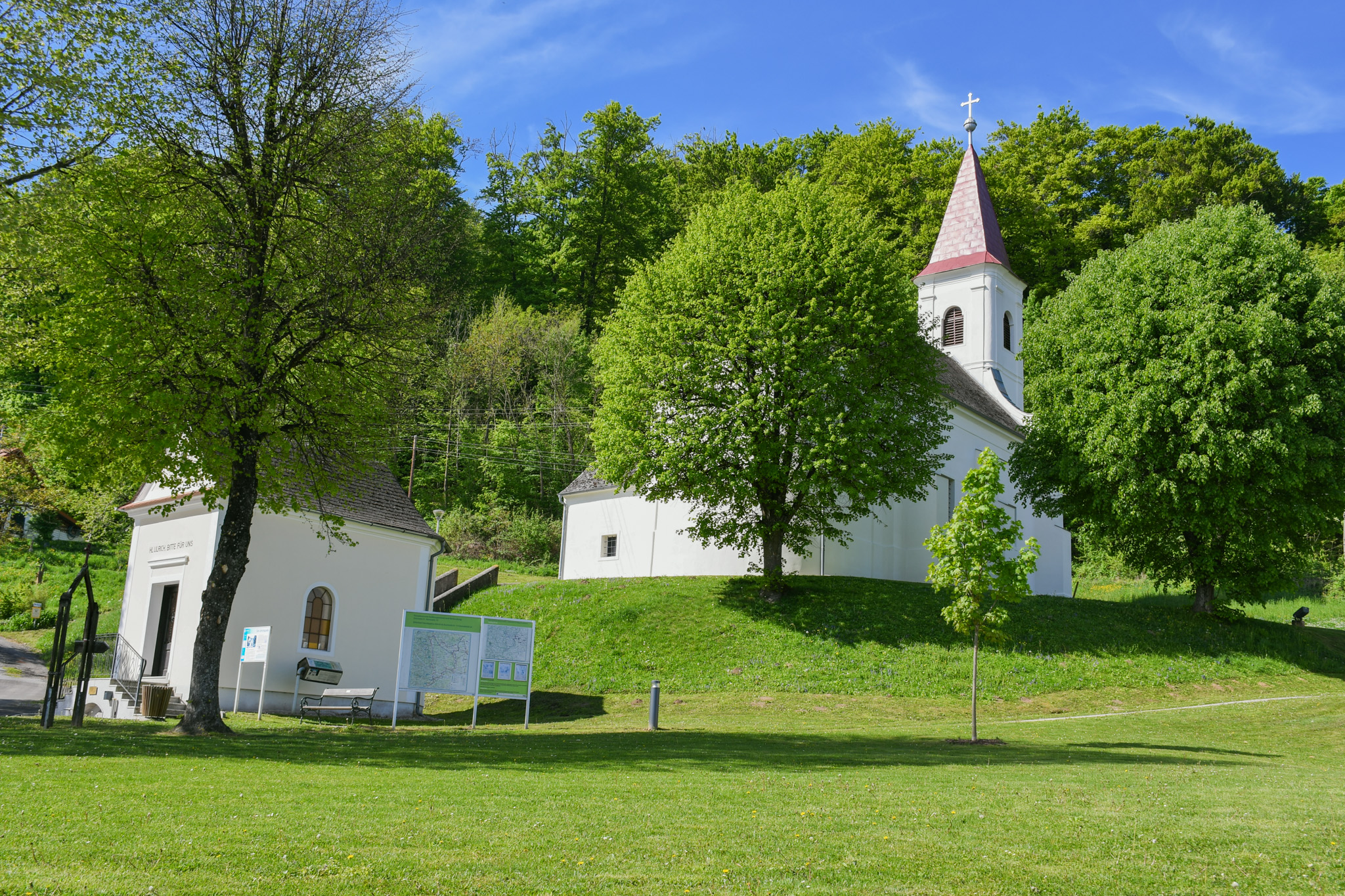
Die steil abfallenden Hänge der Kirchhöh mit der Pfarrkirche und der Ulrichskapelle

Pfarrkirche und Ulrichskapelle liegen an den Hängen einer steil abfallenden Hügelkette am Westrand des Dorfes, mit der das Oststeirische Hügelland in die Pannonische Tiefebene übergeht. Die Kirche steht oberhalb der Kapelle auf einem etwas höher gelegenen Hügelplateau, und ist aufgrund ihrer erhöhten Lage ein markanter Blickpunkt der Gegend. Die im Westen angrenzenden, größtenteils bewaldeten Steilhänge sind als Kirchhöh bekannt, die südlich der Sakralbauten gelegenen Wiesen als Pfarrriegel. Sie stehen bis heute im Eigentum der Pfarre und erstrecken sich über eine Fläche von etwa 3,5 ha bis zur südlichen Ortsgrenze. Diese ursprünglich noch weitläufigeren Flächen waren Teil der Landwirtschaft der Pfarre und verfügten bis zum Ende des 20. Jahrhunderts unterhalb der Ulrichskapelle auch über einen großen Pfarrhof.

## Geschichte

### Baugeschichte
Der erste bekannte Sakralbau im Bereich der heutigen Kirchhöh wurde in einer Urkunde des Jahres 1198 genannt. In dieser bestätigte König Emmerich mehrere Schenkungen, die zur Zeit der Herrschaft seines Vaters und Vorgängers Bela III. an das von diesem gegründete Zisterzienserkloster Szentgotthárd getätigt wurden. Teil dieser Schenkungen war eine Heilige Quelle (lateinisch Sacrum fontem) samt Kapelle, die der damalige Bischof von Raab, Ugrin Csák, dem ca. 13 km südwestlich von Heiligenbrunn gelegenen Kloster überließ. Deren Patrozinium und genaue Lage sind nicht überliefert, da der Ursprung der Quelle aber heute im Chorbereich der Kirche vermutet wird, dürfte es sich bei der Kapelle um einen Vorgänger der Pfarrkirche gehandelt haben.
Dieser Sakralbau wurde im Laufe der Zeit entweder ausgebaut oder im 13. oder 14. Jahrhundert durch die erste bekannte Pfarrkirche ersetzt, die bereits nachweislich an der Stelle der heutigen Kirche stand. Erstmals näher beschrieben wurden sie in einem kirchlichen Visitationsbericht von 1674: Demnach hatte der gotische Bau einen Steinturm mit Glocke, Hochaltar, Wandtabernakel und Kanzel, und war mit Steinplatten gepflastert. Ein weiterer Bericht aus dem Jahr 1694 beschrieb sie als renovierungsbedürftiges Gebäude auf einem Hügel über der Pfarre, inmitten eines umzäunten Friedhofes mit Karner. Das Sanktuarium mit Hochaltar und der Kirchturm seien gewölbt, der Rest des Gebäudes flach gedeckt gewesen, mit verschiedenfarbig verzierten Balken. Im Turm haben sich zwei Glocken befunden, und die Kirche sei mit einem Beichtstuhl und zwei Tabernakeln ausgestattet gewesen. Die Pfarrkirche erhielt 1719 einen neuen Chor, 1756 eine neue Sakristei, sei aber laut Visitationsbericht von 1757 noch immer feucht und sanierungsbedürftig gewesen. Sie war bereits mit dem heute noch erhaltenen barocken Hauptaltar von 1655 ausgestattet, der ursprünglich aus der Pfarrkirche Stadtschlaining stammte. Dieser verfügte damals über zwei Altarbilder (Heiliger Clemens, Heilige Dreifaltigkeit) und zwei Apostelstatuen (Petrus und Paulus). Die beiden Seitenaltäre seien der Mutter Gottes und dem Heiligen Josef gewidmet gewesen.

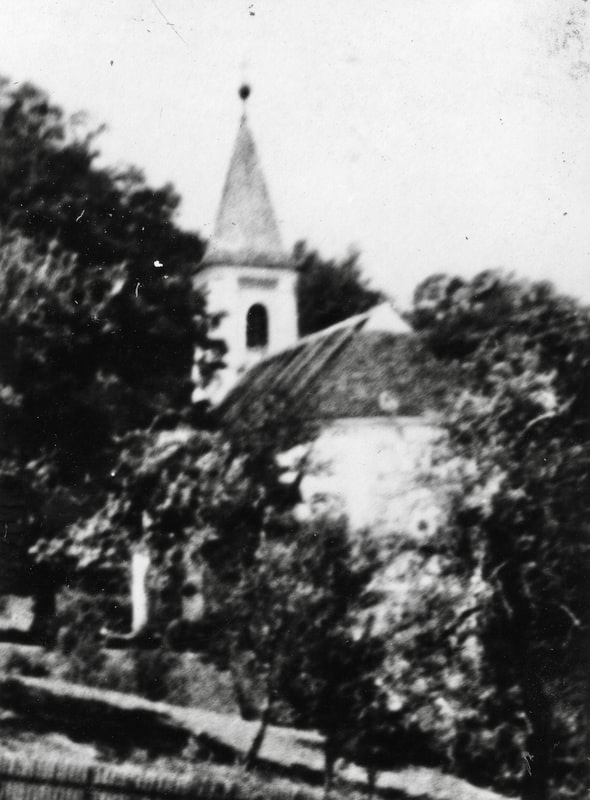
Blick vom Pfarrriegel auf die Kirche im Jahr 1942

Anstelle dieser baufälligen, mittelalterlichen Wehrkirche wurde 1764 vom damaligen Grund- und Patronatsherren Adam III. Graf Batthyány aus der Scharfensteiner Linie der Batthyány das jetzige, spätbarocke Kirchengebäude errichtet. Im Jahr 1793 erfolgte unter dessen Sohn und Nachfolger Karl II. Graf Batthyány (1742–1814) die erste Renovierung des Sakralbaus.
Schwere Schäden erlitt die Kirche während des Zweiten Weltkrieges (siehe Heiligenbrunn, Geschichte) und durch einen Blitzschlag im Juli 1947, durch den der mit Schindeln gedeckte Turm abbrannte. Der Turm wurde 1947 wieder errichtet, die Kirche 1954 generalsaniert.
Bei Renovierungsarbeiten 1975 und 1982 erfolgte eine Umgestaltung des Innenraumes nach den Vorgaben der Inter Oecumenici (siehe Ausstattung). Die letzte umfassende Generalsanierung der Pfarrkirche erfolgte 1995–1997. Bei Fassadenrenovierungsarbeiten im Jahr 2023 wurde die ursprüngliche spätbarocke Fassadengestaltung wiederhergestellt.

### Pfarrgeschichte
Die Wurzeln der Pfarre reichen vermutlich bis ins 12. Jahrhundert zurück, sind aber urkundlich nicht eindeutig belegbar. Der Kirchenhistoriker Josef Rittsteuer vermutete 1998 einen in der Urkunde von 1198 genannten Presbyter (deutsch Priester) Jakobus als ersten Pfarrer einer bereits damals bestehenden Pfarrgemeinde. Historisch belegt ist die Gründung der Pfarre für die erste Hälfte des 13. Jahrhunderts. Sie wurde vermutlich zwischen 1225 und 1254 gegründet und bestand daher nachweislich im Jahr 1255. Einer urkundlich dokumentierten Schenkung dieses Jahres nach, erhielt König Béla IV. vom Raaber Domherren Werenhart die Possessio (deutsch Besitz) Heiligenbrunn mit den Orten Heiligenbrunn, Sumetendorf, Merhart, Ujfalu und Pinka übertragen. Die letzten drei Ortschaften sind heute nicht mehr zuordenbar, werden aber mit den späteren Filialgemeinden der Pfarre in Verbindung gebracht: Strem, Reinersdorf und (Deutsch) Bieling. Die beiden kirchlichen Schenkungen von 1198 und 1255 durch ranghohe Vertreter der Diözese Győr, und die explizite Bezeichnung der Orte als Possessio deuten darauf hin, dass Heiligenbrunn zu dieser Zeit das Zentrum einer geistlichen Kleinherrschaft gewesen sein dürfte. Mit dieser wurde 1255 Herrand aus dem Geschlecht der Héderváry belehnt. Die Herrschaft wurde Teil des sogenannten Stremer Disktrikts, dessen weltliches Zentrum eine nicht mehr vorhandene Wehranlage am Schloßriegel Strem war. Ihr geistiges Zentrum waren die mittelalterliche Pfarre und Pfarrkirche Heiligenbrunn.

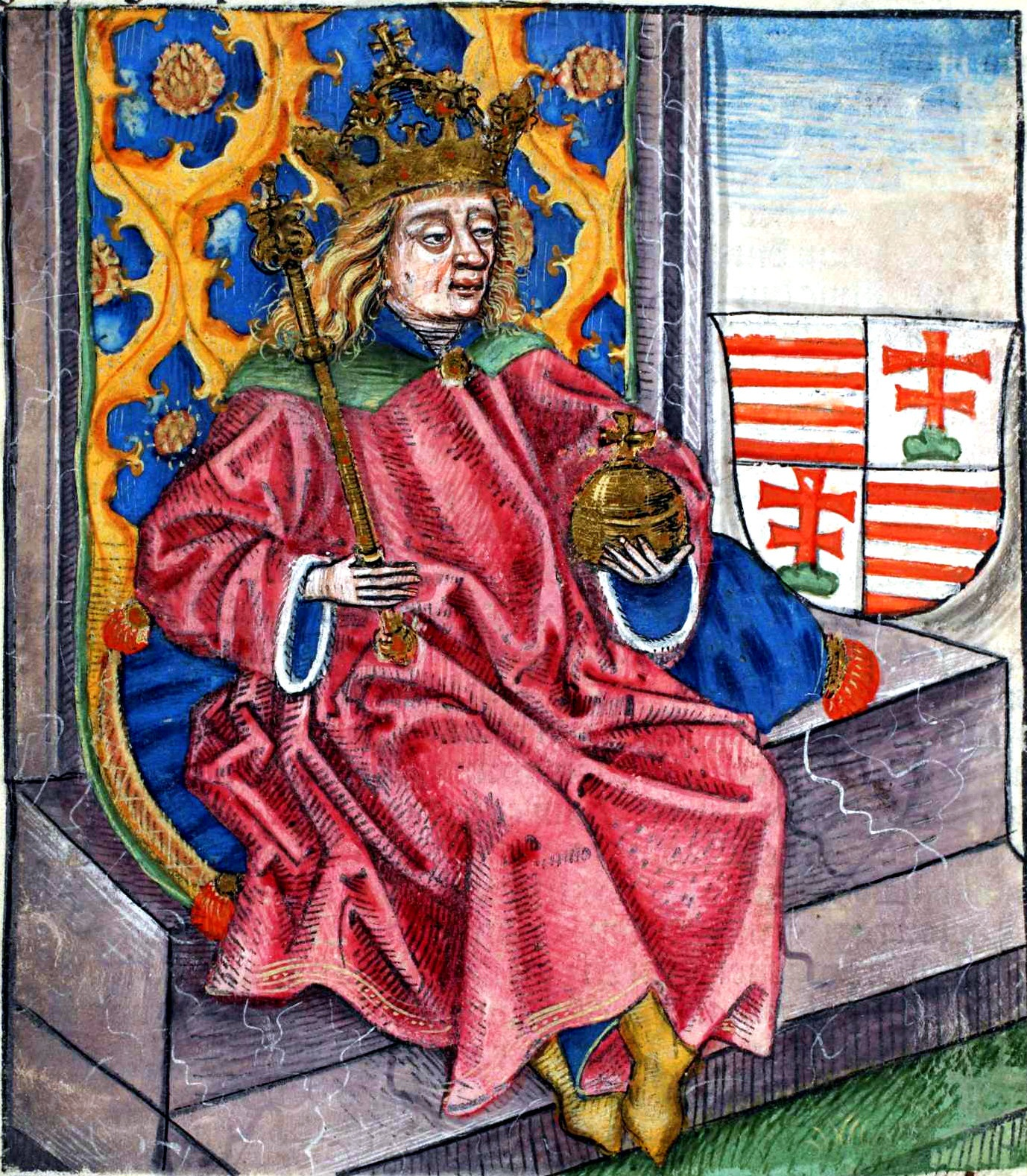
1255 erhielt König Bela IV. die kirchliche Herrschaft Heiligenbrunn vom Raaber Domherren Werenhart

Im Jahr 1522 fielen Pfarre und Ort zusammen mit anderen Besitztümern der Héderváry an die Familie Batthyány, die sie 1524  in die Herrschaft Güssing eingliederte. Als deren Grundherr Christoph I. Batthyány († 1570) zum Protestantismus konvertierte, wurde auch Heiligenbrunn protestantisch. Die Pfarre wurde vermutlich ab 1610 von evangelischen Predigern betreut, unter anderem 1618–1619 vom kalvinischen Prediger Christoph Summerauer und 1624–1629 von dessen Mitbruder Eberhard Graul. Aufgrund der Unruhen während der Bocskai-Aufstände, durch die auch ein Großteil der Höfe in Heiligenbrunn verwüstet wurde, ist allerdings unklar ob und wie weit es zu dieser Zeit überhaupt eine Pfarrorganisation gab. So bezeichnete sich Graul auf der kalvinischen Generalsynode in Körmend 1629 etwa als Prediger von Strem, und nicht von Heiligenbrunn. Summerauer trat auf Synoden 1618, 1624 und 1625 wiederum als Pfarrer von Szentkút (deutsch Heiligenbrunn) auf.
Zu Auseinandersetzungen kam es auch zwischen den protestantischen Predigern der Gegend: Graul beschuldigte 1624 seine Kollegen aus Schlaining, Hannersdorf und Großpetersdorf ihn im Pfarrhof verprügelt und anschließend hinausgeworfen zu haben. Ihm selbst wurde vom Patronatsherren Franz II. Batthyány vorgeworfen im ganzen Distrikt für Unannehmlichkeiten verantwortlich zu sein, und sein Rechnitzer Senior Wolfgang Lang beschuldigte ihn der Trunksucht. Graul wurde auf einer außerordentlich einberufenen Synode für schuldig befunden und musste beim Grundherren auf Burg Güssing und bei den Pfarrmitgliedern im Rahmen einer Messe in der Kirche Abbitte leisten.
1630 wurde die Pfarre durch den Übertritt des Sohnes und Nachfolgers von Franz II., dem neuen Grund– und Patronatsherren Adam I. Batthyány, zum römisch-katholischen Glauben wieder katholisch.

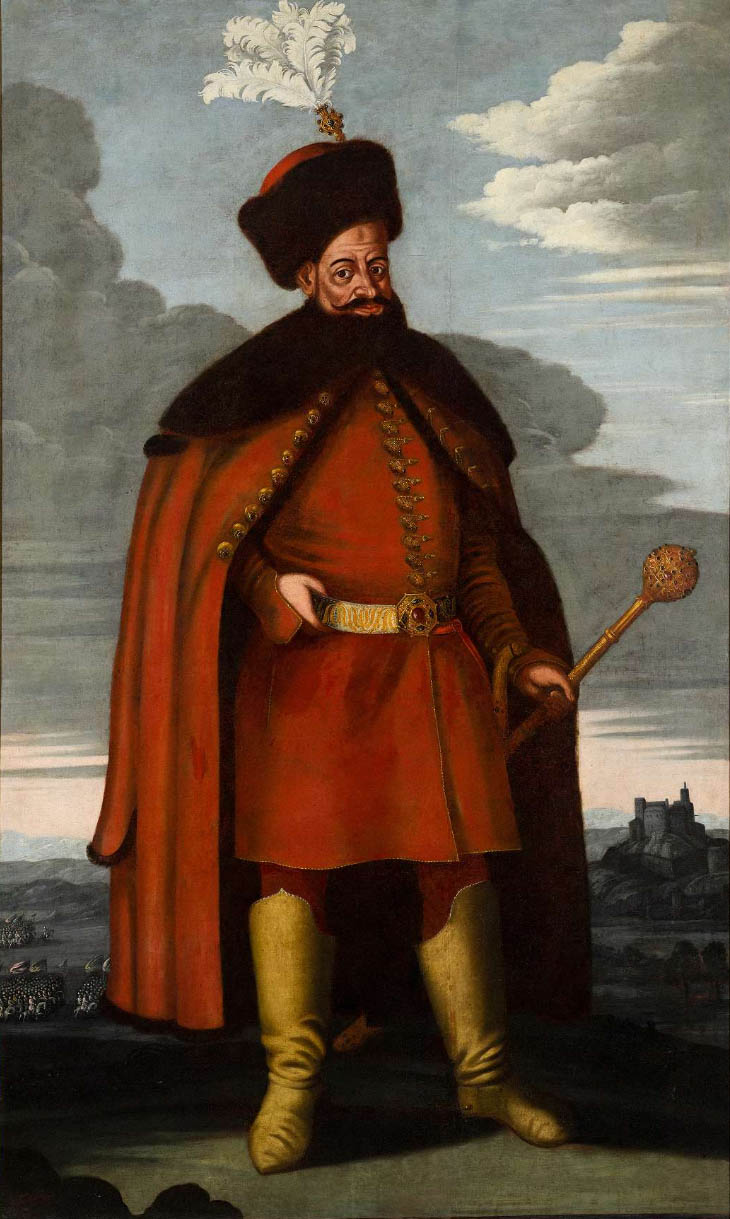
Durch die Konversion von Graf Adam I. wurde die vorübergehend protestantische Pfarre 1630 wieder katholisch

Der Pfarre waren jahrhundertelang die meisten Orte der Umgebung als Filialgemeinden unterstellt, auch jene mit einer größeren Zahl an Einwohnern und Gläubigen. Im Visitationsbericht von 1697 wurden Deutsch Bieling, Deutsch- und Kroatisch-Reinersdorf, Luising, Strem und Sumetendorf als Filialgemeinden genannt. Zusätzlich wurde von 1656 bis 1788 die ursprünglich selbstständige Pfarre Hagensdorf mit den Filialgemeinden Luising und Ungarisch Bieling als Ortskaplanei von Heiligenbrunn aus mitbetreut. Die einzigen Kirchen dieses weitläufigen Seelsorgegebietes befanden sich in Heiligenbrunn und Hagensdorf, und ab 1852 auch in Strem. Die letzten beiden Dörfer wurden aufgrund ihrer höheren Bevölkerungsanzahl später zu eigenständigen Pfarren erhoben: Hagensdorf 1807 und Strem 1877.
Die Pfarre Heiligenbrunn verfügte über eine Vielzahl an Grundeigentum in der Umgebung und sie besitzt bis heute den Großteil der Flächen südlich von Kirche und Kapelle. Ende des 19. Jahrhunderts war der Besitz so groß, dass der damalige Pfarrer Kaspar Pavdy für die Bewirtschaftung zwei Mägde und eine eigene Verwalterfamilie beschäftigte.
Am 5. April 1923 kam es zu einem Tötungsdelikt im Pfarrhof von Heiligenbrunn, bei dem der Pfarrer Matthias Vinzenz Mitnyek erschossen wurde. Der einige Jahre nach der Tat verdächtigte und temporär inhaftierte Oberlehrer Johann Mayer, der mit dem Pfarrer in Feindschaft gelebt gehabt haben soll, wurde 1931 in Ermangelung eines Schuldbeweises freigesprochen. Der Täter und das Motiv konnten nie ausgeforscht werden.

#### Liste der Pfarrseelsorger
| Name                              | Wirkungszeit | Anmerkung |
| --------------------------------- | ------------ | --- |
| Jakobus                           | 1198         | stiftete in Heiligenbrunn Weingärten, historisch umstritten, evtl. Pfarrer von Güssing und Betreuer der Quelle in Heiligenbrunn                                                                               |
| Simon Albert                      | 1674         | ursprünglich aus Helvetia |
| N.N.                              | 1697         | starb einige Wochen vor der Visitation |
| Johann B. Gruden (Groden)         | 1697–1698    | hatte ernste Probleme mit den Kuruzzen |
| P. Petrus Holz                    | 1712–1713    | Zisterzienserpater aus Bayern |
| P. Anton Galler                   | 1714         | Kapuzinerpater |
| Josef Ignaz Hatzl                 | 1741–1755    | |
| P. Immanuel Fogl                  | 1755–1756    | Franziskanerpater, gehörte zum Kloster Güssing |
| Jakob Sumlics                     | 1756–1759    | feierte jeden 3. Sonntag und jeden 2. Festtag Hl. Messe in Hagensdorf |
| Paul Tometics                     | 1759–1766    | |
| P. Ägidius Dragsich, OFM          | 1766–1767    | |
| Michael Josef Wagner              | 1767–1784    | soll der 12. Pfarrer von Heiligenbrunn gewesen sein, in der Franziskanergruft Güssing begraben |
| Georg Genszka                     | 1784–1788    | |
| Phillip Pirosits                  | 1795–1809    | |
| Johann Zadrovits                  | 1809–1810    | |
| Ignaz Kovatsits                   | 1810–1828    | |
| Lukas Korbasics                   | 1828–1832    | später Dechant des Dekanats Güssing |
| Ferdinand Lendl                   | 1832–1839    | |
| Matthias Markovits                | 1839–1850    | gestorben und begraben in Heiligenbrunn, im ältesten, noch erhaltenen Grab am Ortsfriedhof |
| Georg Osztovits                   | 1850–1873    | |
| Franz Barkovits                   | 1873–1876    | |
| Kaspar Pavdy                      | 1876–1918    | Ehren-Dechant, besaß eine große Landwirtschaft mit Vieh und Personal, gestorben als Pfarrer von Heiligenbrunn                                                                                                 |
| Matthias Vinzenz Mitnyek          | 1918–1923    | Dominikanerpater, wurde in Heiligenbrunn unter ungeklärten Umständen erschossen, begraben in einem bis heute am Ortsfriedhof bestehenden Grab                                                                 |
| Josef Mischinger                  | 1923         | Pfarrer von Hagensdorf |
| Gregor Schie                      | 1926–1929    | stammte aus der Bukowina (heute in der Ukraine) |
| Josef Mischinger                  | 1929–1934    | Pfarrer von Hagensdorf |
| Ernst Muck (P. Raimund)           | 1934–1936    | Zisterzienserpater, gehörte zum Stift Zwettl, starb als Pfarrer von Heiligenbrunn |
| Wenzel Horváth (P. Angellus, OFM) | 1936–1937    | Kriegspfarrer im Ersten Weltkrieg |
| Hieronymus Vrba                   | 1937–1945    | stammte aus Mähren |
| Johann Kovács                     | 1945         | Salesianerpater |
| Stefan Dobrovich                  | 1945–1960    | von den Nationalsozialisten angezeigt, starb als Pfarrer von Heiligenbrunn |
| Josef Mischinger                  | 1960–1961    | Pfarrer von Hagensdorf |
| Rudolf Hofer                      | 1961–1962    | |
| Mag. Jakob Pinterits              | 1962–1964    | |
| GR Franz Berzsenyi                | 1964–1991    | ab 1973 auch Pfarrer von Hagensdorf, Mitglied des Priester- und Dekanatsrates, Träger des Ehrenringes von Heiligenbrunn, in der Freizeit als Fußballschiedsrichter tätig, starb als Pfarrer von Heiligenbrunn |
| P. Marcellus Mikolaczyk, OFM      | 1991–1992    | auch Pfarrer von Hagensdorf, stammte aus Polen, Franziskanerpater, gehörte zum Kloster Güssing |
| Mag. Georg Lang                   | 1992–1993    | auch Pfarrer von Hagensdorf, später Generalvikar der Diözese Eisenstadt |
| Mag. Burghard Lang                | 1993–2013    | auch Pfarrer von Hagensdorf, aus gesundheitlichen Gründen abberufen, später wieder Aushilfspfarrer in Hagensdorf und Heiligenbrunn, Träger des Verdienstkreuzes des Landes Burgenland                         |
| Walter Alois Rudy                 | 2013–2015    | zuvor bereits Aushilfskaplan in Hagensdorf und Heiligenbrunn |
| Mag. Ján Wechter                  | seit 2015    | ursprünglich nur Pfarrer von Großmürbisch, später auch von Hagensdorf und Heiligenbrunn, seit 2020 Leiter des Seelsorgeraums Zur Göttlichen Barmherzigkeit/Unteres Stremtal mit Sitz in Strem                 |

Quelle: Josef Rittsteuer: Zur Kirchengeschichte von Heiligenbrunn

## Architektur

### Äußeres
Die Kirche besteht aus einem einschiffigen spätbarocken Saalbau in Ost-West-Richtung mit einem eingezogenen halbrunden Chor im Osten. Der Scheingiebelfassade im Westen ist ein dreigeschoßiger Kirchturm mit abgerundeten Ecken und Knickhelm vorgebaut. Seine Fassade ist durch Pilaster und Lisenen gegliedert und trägt im nordseitigen Erdgeschoß ein großes Holzkreuz. Das nach Westen ausgerichtete Hauptportal befindet sich im Torhaus des Turmes. Im Süden ist ein Seitenportal vorhanden und eine eingeschoßige Sakristei angebaut. Das Langhaus wird durch zweifach abgetreppte Strebepfeiler gegliedert und verfügt über Fenster mit schmiedeeisernen Gittern.

### Inneres
Über dem einschiffigen zweijochigen Langhaus befindet sich zwischen Doppelgurtbögen ein breites Platzlgewölbe, das auf Doppelpilastern ruht. Ein rundbogiger Triumphbogen trennt das Kirchenschiff vom Chor, dessen Gewölbe mit zwei Gurten versehen ist. Die dreiachsige Empore im Westen hat eine flache Brüstung und wird von zwei schmiedeeisernen Pfeilern gestützt.

## Ausstattung

### Hochaltar

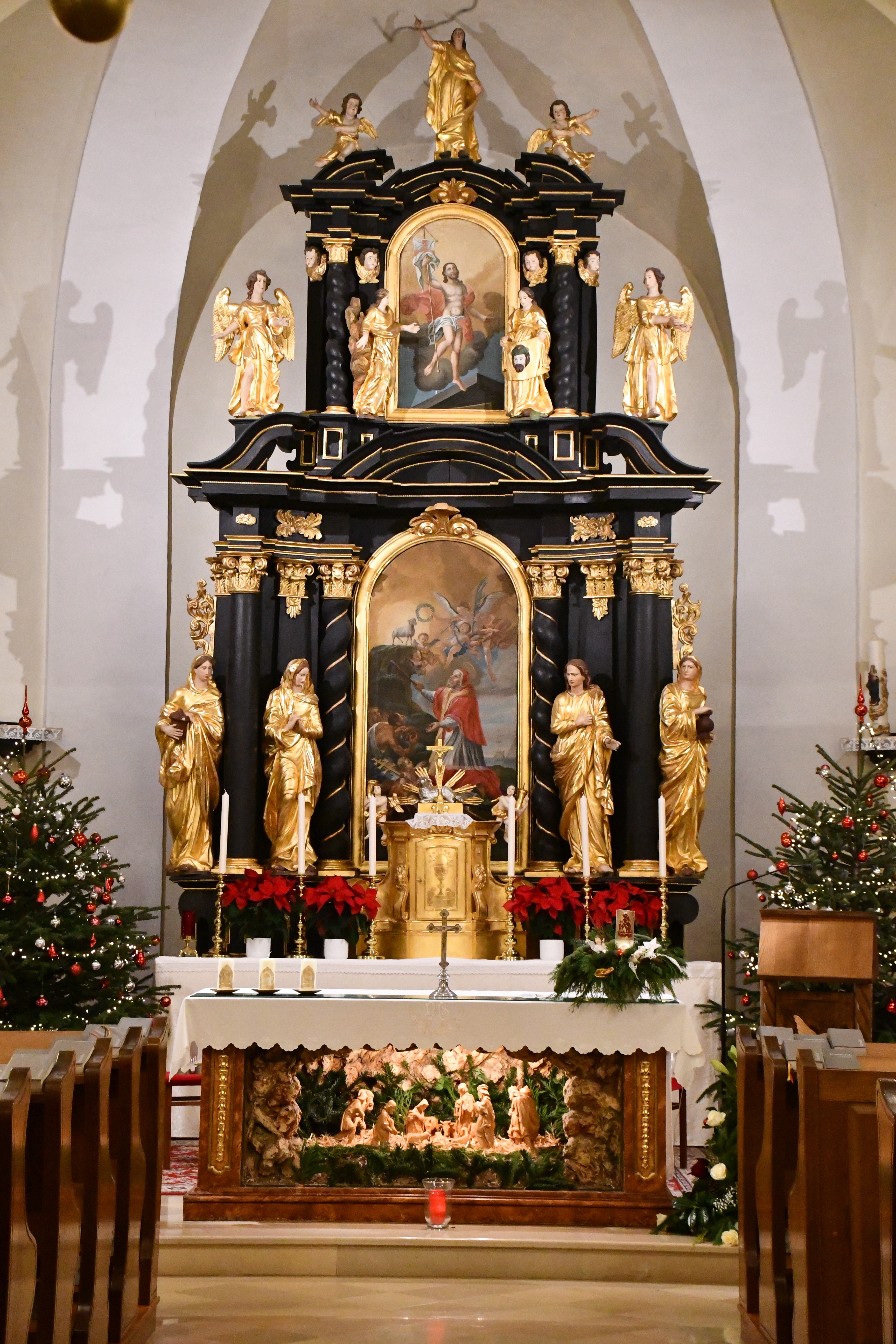
Der Altarraum mit dem geöffnetem Volksaltar zu Weihnachten 2022

Der barocke Hochaltar aus dem Jahr 1655 ist ein schwarz lackierter, dreigeschoßiger Säulenaufbau aus Holz mit vergoldeten Holzschnitzfiguren und Zierschnitzereien, der bis unter die Decke des Chorgewölbes reicht. Wer ihn geschaffen hat, oder wann genau er von Stadtschlaining nach Heiligenbrunn kam, ist nicht bekannt. Er befindet sich aber nachweislich seit mindestens 1757 in der Pfarrkirche Heiligenbrunn (siehe Baugeschichte).
Im ersten Geschoß des Altares befindet sich zwischen sechs Säulen und vier Heiligenfiguren das Altarbild des Heiligen Clemens, das ihn in Gefangenschaft in den Marmorsteinbrüchen von Chersones auf der Krim darstellt. Er ist im päpstlichen Ornat mit Camauro und Pallium abgebildet und von Betenden und Engeln umgeben. Mit einer Hacke in der rechten Hand öffnet er eine Quelle in einer Felswand, auf deren Spitze ein Lamm dargestellt ist. Das Gemälde nimmt damit Bezug auf eine Legende, der zufolge der Heilige die Zwangsarbeiter des Steinbruches vor dem Verdursten rettete, indem er eine Quelle freilegte – an einer Stelle, an der zuvor ein Lamm mit den Hufen gescharrt habe. Das Schiff im Hintergrund und der am unteren Bildrand zu erkennende Anker deuten auf das Martyrium des Heiligen hin, der mit einem Anker um den Körper gebunden in das Schwarze Meer gestoßen worden sein soll. Vor dem Altarbild befindet sich ein vergoldeter Tabernakel, der seitlich zwei Putti mit Kerzenleuchtern und im Zentrum ein goldenes Kreuz und eine Holzschnitzfigur des Lamm Gottes trägt.
Im zweiten Altargeschoß ist auf einem Aufsatzbild Christus der Auferstandene bei seiner Ankunft im Himmel dargestellt. Es wird von zwei Heiligenfiguren – der Heiligen Maria Magdalena zur Linken und der der Heiligen Veronika mit dem Schweißtuch zur Rechten – und zwei Engelsstatuen flankiert. Der von zwei gewundenen Säulen getragene Sprenggiebel darüber trägt im Zentrum die Figur einer gen Himmel deutenden Frau, die seitlich von zwei Putti flankiert wird.

### Volksaltar
Unter dem Triumphbogen befindet sich ein hölzerner Volksaltar mit abnehmbarer Front. Sein Innenraum ist dem Heiligen Grab nachempfundenen und verfügt über eine Holzschnitzfigur des Leichnams Christi. Geöffnet wird er zum Karfreitagshochamt und – umgestaltet zur Krippe – an den Weihnachtsfeiertagen.

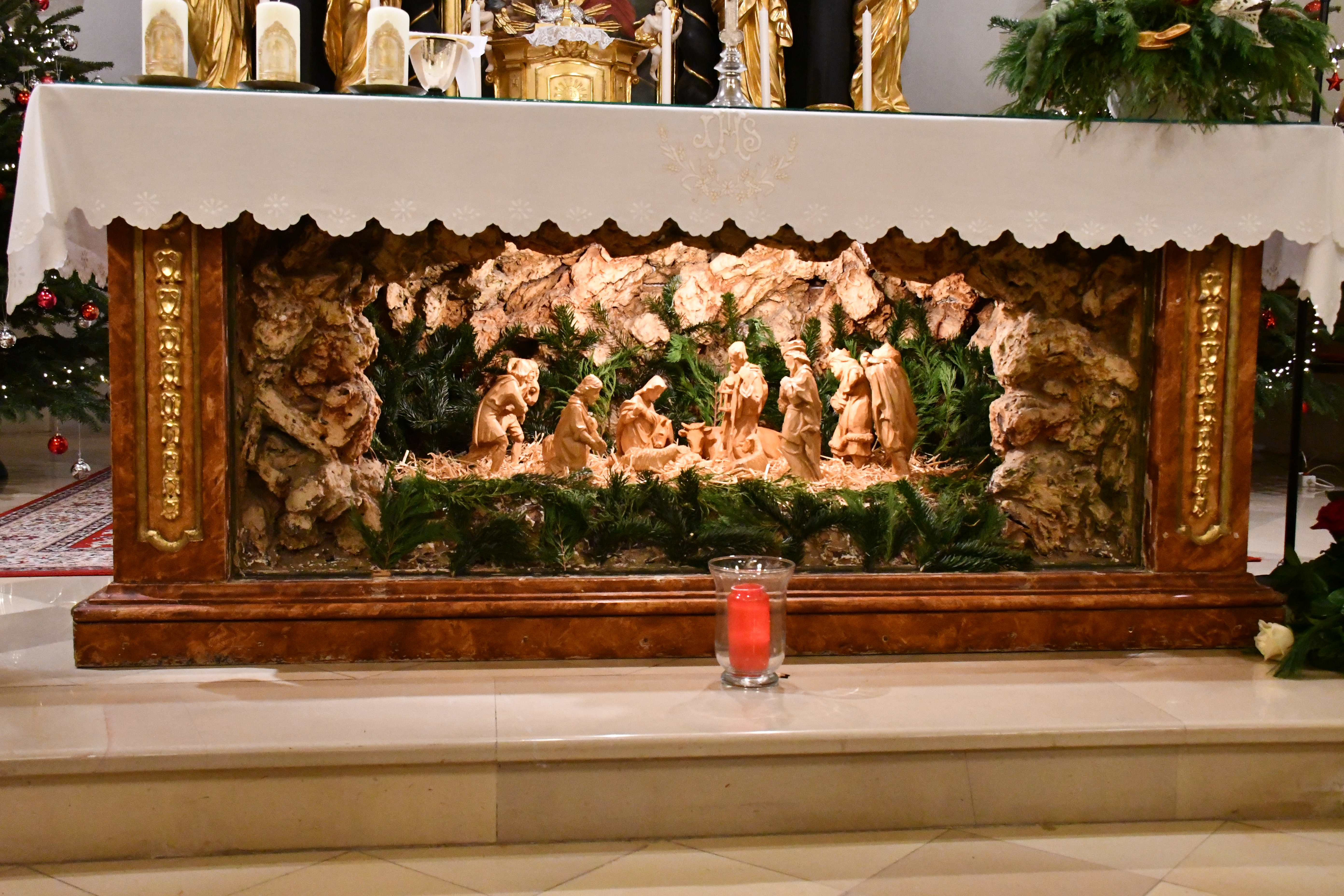
Die Weihnachtskrippe im geöffneten Volksaltar im Dezember 2022

Der Volksaltar diente ursprünglich als Basis eines Marienaltares, der sich links vor dem Triumphbogen befand. Sein hölzerner Aufbau mit Tabernakel und zwei Engelsfiguren befindet sich heute am Altar in der Ulrichskapelle, wurde farblich aber umgestaltet. Seine Madonnenstatue steht auf einer Wandkonsole links am Triumphbogen.
Seitlich des Volksaltares befindet sich rechts ein moderner Ambo und links ein modernes Prozessionskreuz in barockisierender Form.

### Kirchenraum
Eine Wandkonsole rechts am Triumphbogen trägt eine Herz-Jesu-Figur und links und rechts des Hochaltares gibt es zwei weitere (leere) Konsolen. Diese trugen bis zur letzten Generalsanierung der Kirche zwei Holzschnitzfiguren des Hochaltares. Welche Figuren sich ursprünglich auf den Konsolen befanden, ist unklar, es könnte sich aber um die im Visitationsbericht von 1757 genannten Statuen der Apostel Petrus und Paulus gehandelt haben, deren genauer Verbleib unklar ist.

Im Bereich des Hauptportales direkt unter der Empore befinden sich eine Figur des Heiligen Antonius mit Jesuskind, sowie zwei Prozessionsfahnen. Sie verfügen über Abbildungen des Heiligen Ulrich und der Heiligen Dreifaltigkeit auf der einen, und der Magna Mater Austriae und des Heiligen Josef mit Kind auf der anderen.

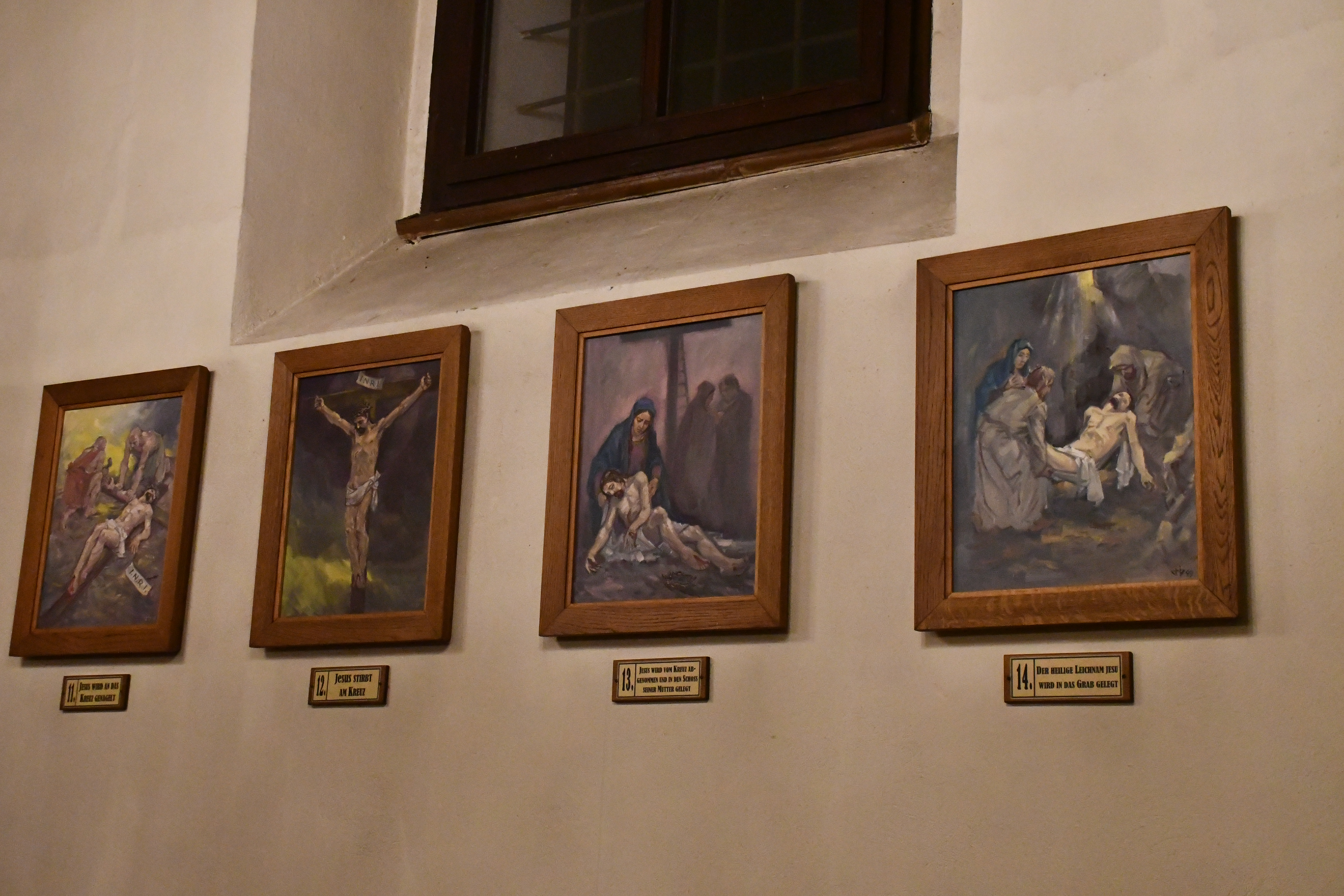
Die Kreuzwegstationen von Herbert Wagner

Die Gemälde mit den Darstellungen der vierzehn Kreuzwegstationen an den Wänden des Langhauses wurden 1997–1999 vom österreichischen Maler Herbert Wagner geschaffen.

### Orgel
Auf der Westempore steht eine klassizistische Orgel aus dem Jahr 1879. Sie wurde vom Orgelbauer Anton Tauß aus Großpetersdorf geschaffen, 1987 von Anton Hocker aus Graz saniert und erweitert (Mixtur, Pedal), und 2015 von der Orgelbaufirma Michael Walcker-Mayer aus Guntramsdorf generalsaniert. Die mechanische Orgel mit acht Registern verfügt über ein Manual und Pedal.

### Glocken
Im Turm befinden sich zwei Glocken. Die größere ist nach dem Erzengel Michael benannt, die kleinere nach dem Heiligen Bischof Ulrich.

### Sonstiges
Als im Spätbarock errichteter Sakralbau war die Kirche ursprünglich weitaus prachtvoller ausgestaltet als heute. Neben dem Marienaltar links am Triumphbogen gab es rechts eine Kanzel, und der Altarraum war vom Kirchenschiff durch eine Kommunionbank getrennt. In Folge des Zweiten Vatikanums wurden Kommunionbank und Seitenaltar entfernt, die Kanzel zum Ambo umgestaltet, und die Basis des Seitenaltares zum bis heute verwendeten Volksaltar. Gleichzeitig wurden die renovierungsbedürftigen Wand- und Deckenmalereien des Kirchenraumes aus Kostengründen übermalt. Sie bestanden aus Darstellungen von Engeln und Heiligen, sowie einem am Triumphbogen aufgemalten Doppelwappen der einst wichtigsten Adelsfamilien der Region – der Batthyány und der Erdödy.

Eine ursprünglich in der linksseitigen Wandnische des Torhauses vorhandene Madonnenfigur ging vermutlich bereits beim Kirchturmbrand von 1947 verloren.

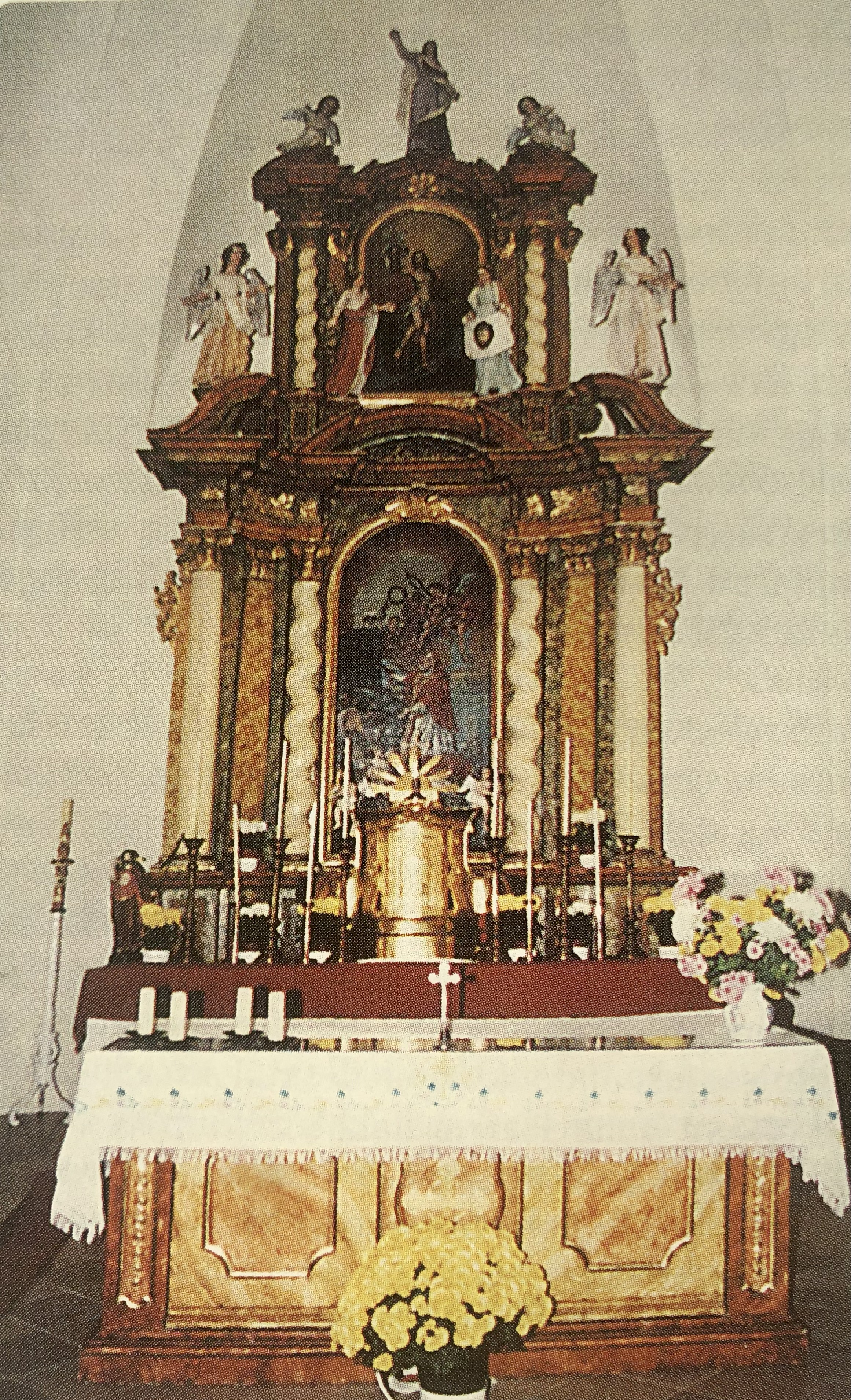
Der Hochaltar vor der Restauration des barocken Originalzustandes mit dem schwarz-goldenen Farbschema

Unter der Kirche befindet sich auch eine Gruftanlage, deren Zugang aber im 19. oder 20. Jahrhundert verschlossen wurde. Er wurde bei Wegearbeiten während der Generalsanierung in den 1990ern zwar wiederentdeckt, aus Kostengründen jedoch nicht freigelegt. Damals wurde auch die als Ambo genutzte Kanzel entfernt, und es erfolgte eine Umgestaltung des Hochaltares zurück in seine ursprüngliche barocke Form. Zuvor war der nun schwarz-goldene Altar mit der gleichen mehrfärbigen Marmorierung versehen wie der Rest der Kirchenausstattung.

## Patrozinium
Die Pfarrkirche Heiligenbrunn ist die einzige Kirche in Österreich, die dem Heiligen Papst und Märtyrer Clemens von Rom gewidmet ist. Wann oder warum es zu diesem Patrozinium kam, ist unbekannt, es besteht aber nachweislich seit 1674.
Josef Rittsteuer stellte in einer Abhandlung anlässlich der 800-Jahr-Feier der Gemeinde im Jahr 1998 die Theorie auf, die Heiligen Cyrill und Method hätten das Patrozinium bereits im 9. Jahrhundert bei einem Besuch der Quelle von Heiligenbrunn begründet. Einer Legende nach sollen die Brüder die Reliquien des Heiligen damals bei ihrer Missionstätigkeit auf der Krim entdeckt, und über die Bernsteinstraße nach Rom gebracht haben. Diese verlief von Szombathely aus etwa 10 km östlich von Heiligenbrunn entlang der heutigen Staatsgrenze Richtung Süden. Der Besuch des eventuell bereits damals bestehenden Pilgerortes – noch dazu einer Quelle – wäre laut Rittsteuer naheliegend gewesen.

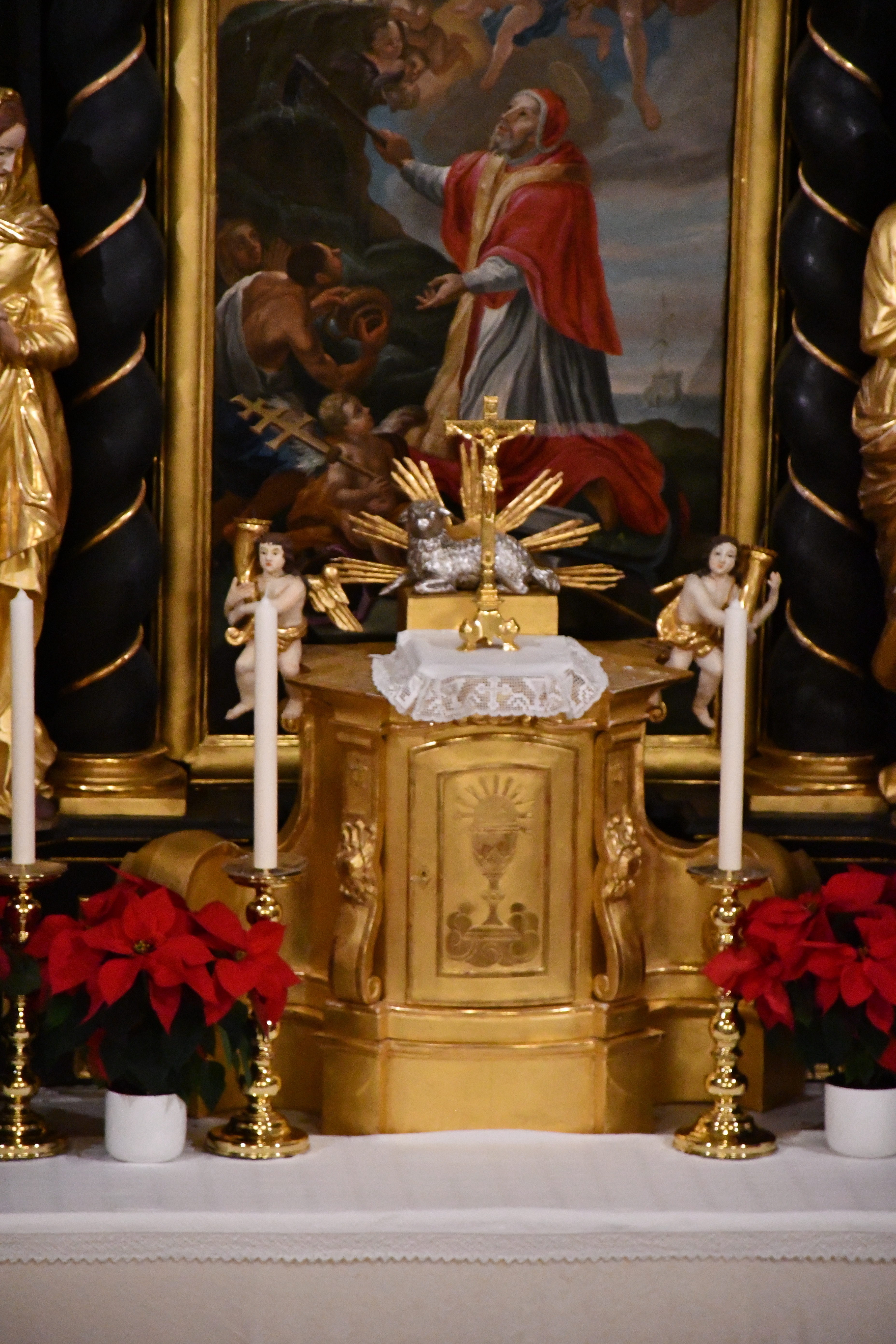
Der Tabernakel und das Altarbild Hl. Clemens am Hochaltar

Zusammen mit dem Patrozinium der benachbarten Ulrichskapelle gibt es eine relativ seltene Art eines Doppelpatroziniums, dessen historische Ursprünge nicht eindeutig bekannt sind. Bei beiden Heiligen gibt es aber einen Bezug zu Quellen: Beim Heiligen Clemens durch die Legende der Quellauffindung in den Steinbrüchen auf der Krim, beim Heiligen Ulrich aufgrund seiner seit dem Mittelalter bestehenden Verehrung als Quellheiliger.
Während die Belege für das Patrozinium des Clemens von Rom älter sind (1674) als die des Ulrich von Augsburg (1757), ist das des Ulrich in der Praxis aber nachweislich seit 1697 das wichtigere der beiden. Laut einem Visitationsbericht wurde das Kirchweihfest nämlich am Gedenktag des Heiligen Ulrich abgehalten. Mittlerweile werden sowohl am Ulrichstag (4. Juli), als auch am Tag des Heiligen Clemens (23. November) Kirchweihfeste abgehalten werden, es gilt aber auch heute noch der Ulrichkirtag als der wichtigere der beiden.

## Wallfahrten
Gemeinsam mit der Ulrichskapelle war die Pfarrkirche jahrhundertelang das Ziel von Wallfahrten. Sie sind für 1757 das erste Mal historisch belegt und führten zum 1198 erstmals urkundlich genannten Heiligen Brunnen, der heute als Ulrichsquelle bekannt ist. Deren Quellauslass befindet sich zwar seit 1757 nachweislich in der Ulrichskapelle – seit 1975 an der Freitreppe der Giebelfront – der geografische Ursprung der Quelle wird aber aufgrund von Feuchtigkeitserscheinungen im Bereich des Chors der Kirche vermutet. Da diese auch den gemauerten Sockel des Hochaltares betreffen, vermutet man, dass sich an dessen Rückseite einst Quellauslass mit Becken befand.
Die zeitgleiche Nutzung von Kirche und Kapelle als Teil einer gemeinsamen Wallfahrtsstätte dürfte aus Platzgründen nötig gewesen sein. Im Zeitalter des Barock nahm die Bedeutung regelmäßiger Wallfahrten zu Pilgerzielen in der näheren Umgebung zu, und gleichzeitig wurden diese nun auch kirchlich organisiert und gefördert. Die erste Nennung von Wallfahrten im Visitationsbericht von 1757, sowie der 1764 erfolgte Neubau des heute noch bestehenden Kirchengebäudes, hatten vermutlich auch mit einem Anstieg der Pilgerzahlen in der damaligen Zeit zu tun.
Spätestens durch die Grenzziehung nach dem Ersten Weltkrieg und den Bau des Eisernen Vorhangs nach dem Zweiten Weltkrieg, kam es im 20. Jahrhundert zu einem Bedeutungsverlust des Wallfahrtsortes, der vor allem die Pfarrkirche traf. Da von seinen zehn Nachbargemeinden heute sechs in Ungarn liegen (siehe Heiligenbrunn, Geografie), und diese bis zur Jahrtausendwende nur über die Grenzübergänge in Eberau (ca. 10 km nordöstlich) und Heiligenkreuz (ca. 12 km südwestlich) erreichbar waren, nahm die Zahl der Pilger drastisch ab. Heutzutage wird daher nur noch die Ulrichskapelle – als regelmäßiges Ziel von Besuchern der Ulrichsquelle – als Pilgerstätte betrachtet.